# Lijst van voetbalinterlands België - Zuid-Korea
Deze lijst van voetbalinterlands is een overzicht van alle officiële voetbalwedstrijden tussen de nationale teams van België en Zuid-Korea. De landen hebben tot op heden vier keer tegen elkaar gespeeld. De eerste ontmoeting, een groepswedstrijd tijdens het Wereldkampioenschap voetbal 1990, vond plaats in Verona (Italië) op 12 juni 1990. Het laatste duel, een groepswedstrijd tijdens het Wereldkampioenschap voetbal 2014, werd gespeeld op 26 juni 2014 in São Paulo (Brazilië).

## Wedstrijden
| № | Plaats    | Datum        | Competitie        | Wedstrijd           | Uitslag |
| - | --------- | ------------ | ----------------- | ------------------- | ------- |
| 1 | Verona    | 12 juni 1990 | WK 1990           | België − Zuid-Korea | 2 − 0   |
| 2 | Parijs    | 25 juni 1998 | WK 1998           | België − Zuid-Korea | 1 − 1   |
| 3 | Seoel     | 5 juni 1999  | Vriendschappelijk | Zuid-Korea − België | 1 − 2   |
| 4 | Sao Paulo | 26 juni 2014 | WK 2014           | Zuid-Korea − België | 0 − 1   |

## Samenvatting
| Competitie        | Totaal gespeeld | Winst België | Gelijk | Winst Zuid-Korea | Doelsaldo België – Zuid-Korea |
| ----------------- | --------------- | ------------ | ------ | ---------------- | ----------------------------- |
| WK-eindronde      | 3               | 2            | 1      | 0                | 4 − 1                         |
| Vriendschappelijk | 1               | 1            | 0      | 0                | 2 − 1                         |
| Totaal            | 4               | 3            | 1      | 0                | 6 − 2                         |

Wedstrijden bepaald door strafschoppen worden, in lijn met de FIFA, als een gelijkspel gerekend.

## Details

### Eerste ontmoeting
| WK 1990 (Verona, Italië, 12 juni 1990): |              | |
| België | 2 – 0        | Zuid-Korea |
| Marc Degryse 53' Michel De Wolf 64' | goals        | |
| Guy Thys | bondscoach   | Lee Hoi-taek |
| Michel Preud'homme Eric Gerets Lei Clijsters Bruno Versavel Marc Emmers Stéphane Demol Franky Van der Elst Marc Degryse Enzo Scifo Michel De Wolf Marc Van der Linden 46' | opstellingen | Choi In-young Park Kyung-hoon Choi Gang-hee Chung Yong-hwan Goo Sang-beom Hong Myung-bo 63' Noh Soo-jin 46' Lee Young-jin Choi Soon-ho Kim Joo-sung Hwang Seon-hong |
| Jan Ceulemans 46' | wissels      | 46' Cho Min-gook 63' Lee Tae-hoo |
| | gele kaarten | 39' Choi Soon-ho |

### Tweede ontmoeting
| WK 1998 (Parijs, Frankrijk, 25 juni 1998): |              | |
| België | 1 – 1        | Zuid-Korea |
| Luc Nilis 6' | goals        | 71' Yoo Sang-cheol |
| Georges Leekens | bondscoach   | Kim Pyung-seok |
| Philippe Vande Walle Eric Deflandre Lorenzo Staelens Gordan Vidović Vital Borkelmans Enzo Scifo 66' Philippe Clement 75' Nico Van Kerckhoven Marc Wilmots Luis Oliveira 46' Luc Nilis | opstellingen | Kim Byung-ji Lee Min-sung 66' Lee Sang-hun Kim Tae-young Hong Myung-bo 46' Choi Song-yong 46' Kim Do-keoun Ha Seok-ju Yoo Sang-cheol Choi Yong-soo Seo Jung-won |
| Mbo Mpenza 46' Franky Van der Elst 66' Émile Mpenza 75' | wissels      | 46' Lee Lim-saeng 46' Ko Jong-soo 66' Jang Hyung-seok |
| Vital Borkelmans 65' | gele kaarten | 48' Kim Tae-young 67' Lee Lim-saeng 83' Lee Min-sung 83' Kim Byung-ji                                                                                           |

### Derde ontmoeting
| Vriendschappelijk (Seoul, Zuid-Korea, 5 juni 1999): |              | |
| Zuid-Korea | 1 – 2        | België |
| Ko Jong-soo 90+1' | goals        | 23' Sandy Martens 31' Sandy Martens |
| Huh Jung-moo | bondscoach   | Georges Leekens |
| Kim Byung-ji Lee Ki-hyung Kim Tae-young Hong Myung-bo Lee Sang-heon Yoo Sang-cheol 32' Yoon Jung-hwan 40' Ha Seok-ju 39' Noh Jung-yoon 66' Seo Jung-won 73' Hwang Seon-hong | opstellingen | Philippe Vande Walle Lorenzo Staelens Bart Goor Tjörven De Brul Yves Vanderhaeghe 87' Stefaan Tanghe 83' Marc Hendrikx 82' Sandy Martens Gert Verheyen Carl Hoefkens 81' Jurgen Cavens |
| Kang Cheol 32' Choi Yoon-yeol 39' Kim Do-hoon 40' Ko Jong-soo 66' Ahn Jung-hwan 73'                                                                                         | wissels      | 81' Mbo Mpenza 82' Glen De Boeck 83' Bertrand Crasson 87' Christiaan Janssens |
| Choi Yoon-yeol 44' Kim Byung-ji 51' Kim Do-hoon 85' | gele kaarten | 21' Marc Hendrikx 62' Lorenzo Staelens |

### Vierde ontmoeting
| WK 2014 (Sao Paulo, Brazilië, 26 juni 2014): |              | |
| Zuid-Korea | 0 – 1        | België |
| | goals        | 78' Jan Vertonghen |
| Hong Myung-bo | bondscoach   | Marc Wilmots |
| Kim Seung-gyu Yun Suk-young Kim Young-gwon Hong Jeong-ho Lee Yong Son Heung-min 73' Ki Sung-yong Han Kook-young 46' Lee Chung-yong Koo Ja-cheol Kim Shin-wook 66' | opstellingen | Thibaut Courtois Jan Vertonghen Nicolas Lombaerts Daniel Van Buyten Anthony Vanden Borre Mousa Dembélé Steven Defour 60' Dries Mertens Marouane Fellaini 60' Adnan Januzaj 88' Kevin Mirallas |
| Lee Keun-ho 46' Kim Bo-kyung 66' Ji Dong-won 73' | wissels      | 60' Divock Origi 60' Nacer Chadli 88' Eden Hazard |
| Hong Jeong-ho 35' | gele kaarten | 50' Mousa Dembélé |
| | rode kaarten | 45' Steven Defour |